# 温泉乡 (兴海县)
温泉乡，是中华人民共和国青海省海南藏族自治州兴海县下辖的一个乡镇级行政单位。

## 行政区划
温泉乡下辖以下地区：
南木塘村、温泉村、长水村、多巴村、尕科河村、盖什干村和赛什塘村。